# Тематическая филателия

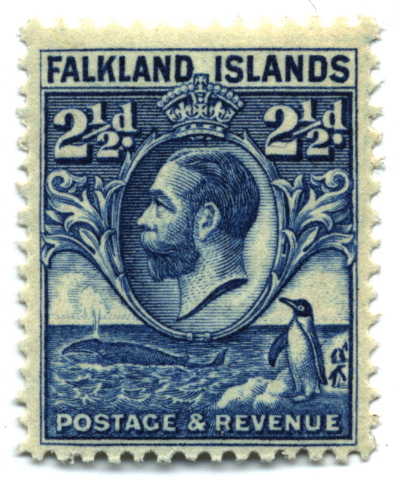

Темати́ческая филатели́я — коллекционирование почтовых марок, а также других филателистических материалов на определённую тему или связанных с определённым понятием. К таким темам может относиться практически всё — от птиц на почтовых марках до известных врачей и истории Юго-Западной Англии. Тематическая филателия зародилась в 1920-е годы и постепенно достигла широкого развития в среде коллекционеров.

## Описание
Особое внимание в тематической филателии уделяют рисункам и текстам марок. При этом сформировались два направления тематического коллекционирования и соответственно два основных вида коллекций:
- собственно тематическая
- документальная (коллекции по истории почты, краеведческая, учебная и др.)[2].

Среди филателистов — приверженцев тематического коллекционирования очень популярными являются многочисленные коммеморативные выпуски. Ещё одна большая подгруппа — марки предметной тематики, которые, как правило, выпускаются сериями в несколько штук и украшены рисунками растений, животных[≡], техники, репродукциями произведений искусства и т. п. Они не являются ни стандартными, ни коммеморативными марками.
В настоящее время существует так много всевозможных марок, что полностью собрать все марки по таким традиционным темам, как «Корабли» или «Птицы», стало почти невозможно, и тематические филателисты вынуждены специализироваться ещё больше, к примеру, собирая только парусники с прямым парусным вооружением или только нелетающих птиц[≡].
Поскольку большинство выпущенных коммеморативных марок общедоступны и недороги, коллекционирование их заключается в основном в штудировании филателистических каталогов (в поисках нужных видов марок)[≡][≡] и в изучении собираемой темы на уровне, достаточном для распознавания тонких взаимосвязей внутри темы.

,

Тематические коллекции являются признанной выставочной категорией.

## История

### Тематика марок
На первых почтовых марках были изображены просто бюсты правящих монархов, важные персоны или гербы, но постоянная потребность в выпуске новых марок вместе с желанием привнести некоторое разнообразие привели к выпуску почтовыми администрациями марок с новыми рисунками, посвящёнными культуре страны и её природе. Так, медведи появились на провизориях Сент-Луиса (США) в 1845 году, а бобёр был изображён на самых первых марках Канады.
Более 150 лет спустя разнообразие сюжетов почтовых марок просто поражает, а коллекционеры-«тематики» насчитывают, по меньшей мере, 10 тысяч отличающихся рисунков, что открывает перед ними широкое поле деятельности.

### «Златоустовская платформа»
Зарождение тематической филателии связывают с именем Михаила Яковлевича Сюзюмова из Златоуста, который в 1925 году сформулировал основные принципы тематического коллекционирования. Новое направление в филателии получило название «златоустовской платформы».

## Филателистические организации
В 1949—1964 годах существовала Международная федерация конструктивной филателии (ФИПКО, от фр. Fédération Internationale de Philatélie Constructive), которая объединяла коллекционеров, собиравших тематические, а также мотивные и целевые коллекции. Федерация была распущена на XV конгрессе ФИПКО в 1964 году с передачей её функций комиссии Международной федерации филателии (ФИП) по тематическим и мотивным коллекциям.
Существуют национальные организации филателистов-тематиков, как, например, Американская тематическая ассоциация (сокращённо ATA) и Бразильская ассоциация тематической филателии. ATA и другие объединения филателистов публикуют перечни почтовых марок по основным темам.

## Тематические выставки
По тем или иным направлениям тематического коллекционирования могут проводиться филателистические выставки. В конце 1975 года в Брюсселе состоялся крупный международный форум марок «Темабельга», на котором были представлены различные разделы тематической филателии. На выставке демонстрировались десять советских коллекций, посвящённых В. И. Ленину[≡], Великой Отечественной войне, спорту, медицине. По этом случаю был подготовлен советский художественный маркированный конверт «Всемирная филателистическая выставка „Темабельга“ / „THEMABELGA“». Конверт имел каталожный номер 4790, поступил в обращение 1 июля 1975 года и был нарисован художником Юрием Арцименевым.

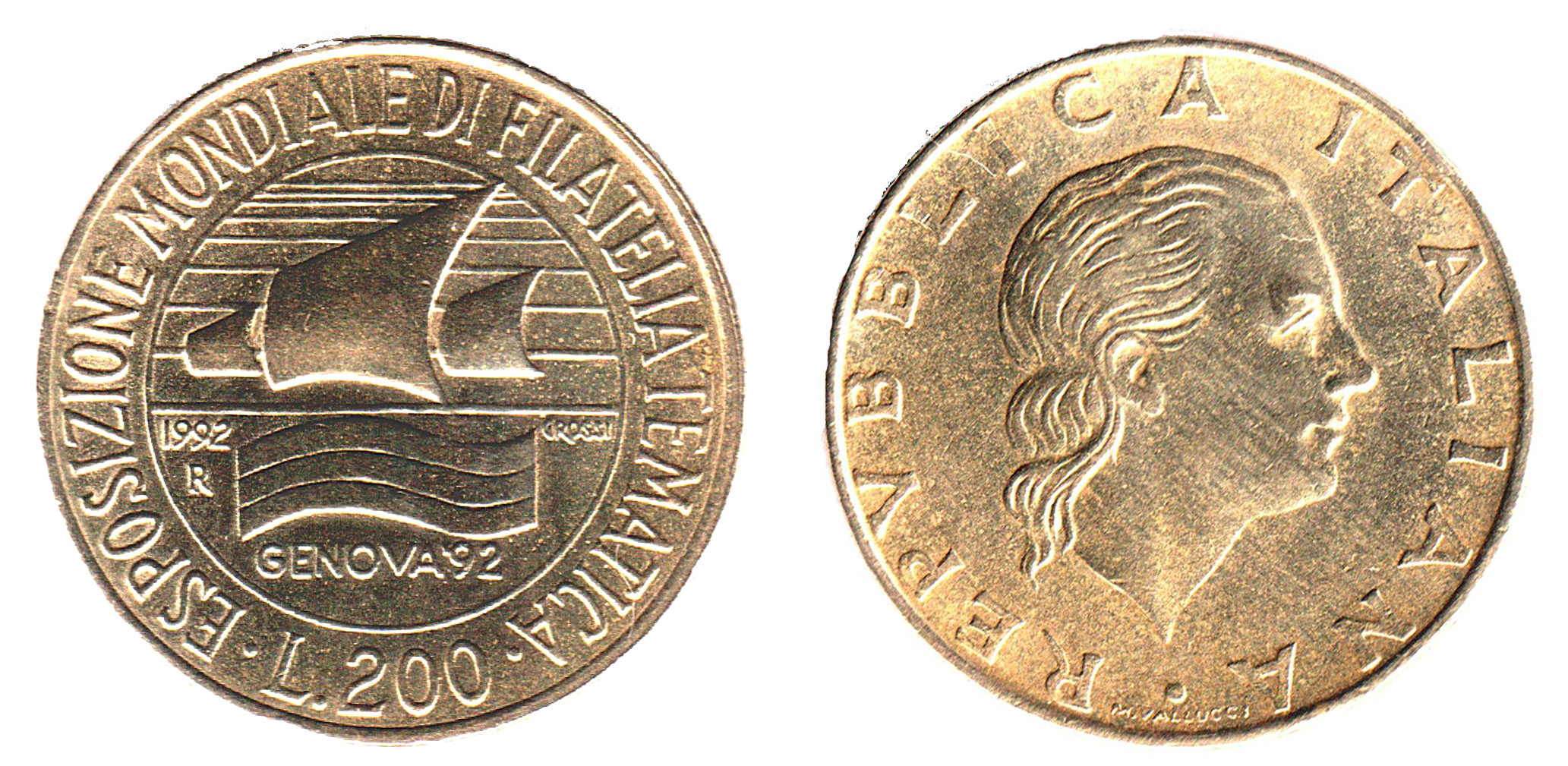
Памятная монета Италии 1992 года достоинством в 200 лир в честь Всемирной филателистической выставки по тематической филателии «Генуя-92»

Вкладыши тематических филателистических наборов почтовых марок СССР (1969). В советское время были популярны темы «Сокровища музеев»,, «Советская Армия», и др.

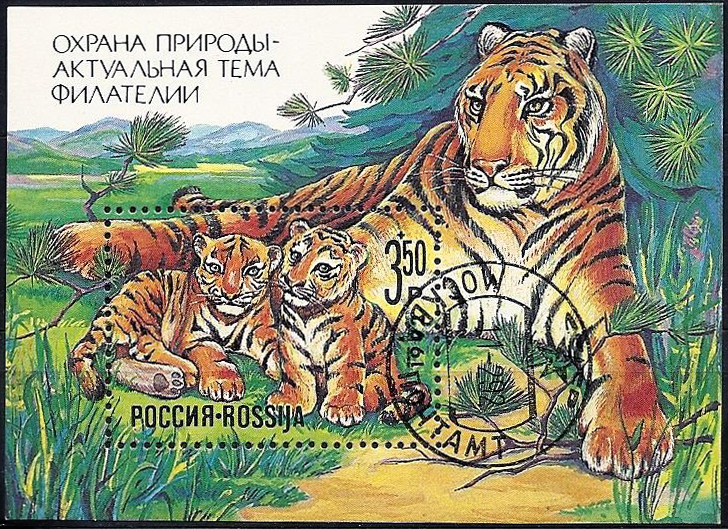

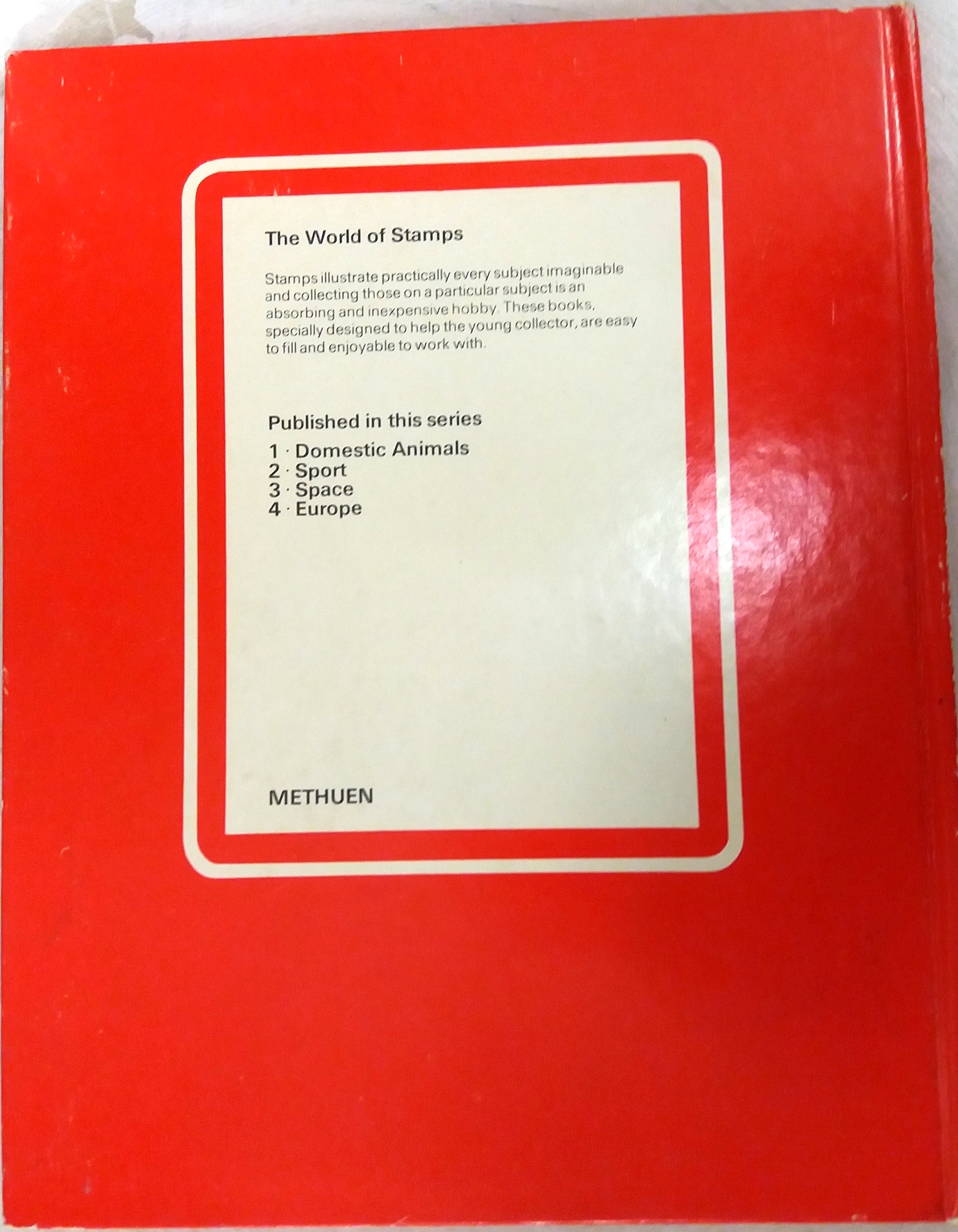
,, и «Европа»

## Некоторые популярные темы
Ниже перечислены лишь некоторые из многих возможных тем в тематическом коллекционировании:
- Персоналии[англ.][13]
  - Первопроходцы, путешественники
  - Женщины
    - Мэрилин Монро
    - Диана, принцесса Уэльская

  - Правители[14]
    - Ленин[≡]
    - Сталин

  - Писатели, композиторы[15][16][17][18]
- История[19][20][21]
  - Вторая мировая война[22][23][24][25]
- Карты (географические)[26]
- Марки на марках[27]
- Ткани[28]
- Растения, флора[29][30]
  - Цветы[31]
  - Деревья[32]
- Грибы[33]
- Животные, фауна[29][34][35][36][≡][≡]
  - Насекомые
    - Бабочки[37][38] (Россия, СССР, Украина)

  - Динозавры и другие доисторические животные[39][40]
  - Животные Красной книги[41][≡]
  - Птицы[1][42]
  - Слоны
  - Кошки и/или дикие представители семейства кошачьих[43][44][45]
- Конхиология: марки с морскими раковинами[46]
- Экология, заповедники[≡]
- Спорт[47][≡][≡]
  - Олимпийские игры[48][≡]
  - Определённые виды спорта[49]
    - Футбол
    - Шахматы[50]
    - Регби[51]
    - Бейсбол
    - Парусный спорт
    - Гонки
    - Парашютный спорт[52]
- Дети[≡]
- Праздники
- Маяки
- Ветряные мельницы[53]
- Медицина
- Горы
- Религия
- Наука, учёные[54][55]
  - Астрономия[56]
    - Космос[56][57][58][59][60][≡][≡], Космонавтика на почтовых марках СССР[61]
      - Космонавты, астронавты

  - Биологи
    - Ботаники

  - Геология, геологи
- Скаутское движение[≡]
- Транспорт[62]
  - Корабли
  - Автомобили[63]
  - Самолёты[64]
  - Железные дороги[65][66]
  - Безопасность дорожного движения[67][68][69]
- Вулканы
- Награды (ордена, медали)[70]
- Марки «Европа» [71]